# Słup (powiat garwoliński)
Słup – wieś sołecka w Polsce położona w województwie mazowieckim, w powiecie garwolińskim, w gminie Parysów.
| SIMC    | Nazwa  | Rodzaj    |
| ------- | ------ | --------- |
| 0683789 | Majdan | część wsi |

W latach 1975–1998 miejscowość należała administracyjnie do województwa siedleckiego.
Urodził się tutaj Szczepan Pieniążek, polski sadownik, profesor Szkoły Głównej Gospodarstwa Wiejskiego w Warszawie, członek i wiceprezes Polskiej Akademii Nauk.